# Diastatea micrantha
Diastatea micrantha är en klockväxtart som först beskrevs av Carl Sigismund Kunth, och fick sitt nu gällande namn av Mcvaugh. Diastatea micrantha ingår i släktet Diastatea och familjen klockväxter. Inga underarter finns listade i Catalogue of Life.